# العلاقات الإريترية المنغولية
العلاقات الإريترية المنغولية هي العلاقات الثنائية التي تجمع بين إريتريا ومنغوليا.

## مقارنة بين البلدين
هذه مقارنة عامة ومرجعية للدولتين:
| وجه المقارنة                                              | إريتريا                                      | منغوليا         |
| --------------------------------------------------------- | -------------------------------------------- | --------------- |
| المساحة (كم2)                                             | 117.60 ألف                                   | 1.57 مليون      |
| عدد السكان (نسمة)                                         | 6.33 مليون                                   | 3.08 مليون      |
| الكثافة السكانية (ن./كم²)                                 | 53.83                                        | 1.96            |
| العاصمة                                                   | أسمرة                                        | أولان باتور     |
| اللغة الرسمية                                             | اللغة التغرينية، اللغة العربية، لغة إنجليزية | اللغة المنغولية |
| العملة                                                    | ناكفا                                        | توغروغ منغولي   |
| الناتج المحلي الإجمالي (بليون دولار)                      | 2.61 مليار                                   | 11.49 مليار     |
| الناتج المحلي الإجمالي (تعادل القوة الشرائية) بليون دولار |                                              | 36.16 مليار     |
| الناتج المحلي الإجمالي الاسمي للفرد دولار أمريكي          |                                              | 3.97 ألف        |
| الناتج المحلي الإجمالي للفرد دولار أمريكي                 |                                              | 11.95 ألف       |
| مؤشر التنمية البشرية                                      | 0.391                                        | 0.727           |
| رمز المكالمات الدولي                                      | +291                                         | +976            |
| رمز الإنترنت                                              | .er                                          | .mn             |
| المنطقة الزمنية                                           | ت ع م+03:00                                  | ت ع م+08:00     |

## منظمات دولية مشتركة
يشترك البلدان في عضوية مجموعة من المنظمات الدولية، منها:
| علم المنظمة | اسم المنظمة                        | تاريخ انضمام إريتريا | تاريخ انضمام منغوليا |
| ----------- | ---------------------------------- | -------------------- | -------------------- |
|             | مؤسسة التمويل الدولية              | 11 أكتوبر 1995       | 14 فبراير 1991       |
|             | منظمة حظر الأسلحة الكيميائية       | ?                    | ?                    |
|             | يونسكو                             | 2 سبتمبر 1993        | 1 نوفمبر 1962        |
|             | الاتحاد الدولي للاتصالات           | 6 أغسطس 1993         | 27 أغسطس 1964        |
|             | الأمم المتحدة                      | 28 مايو 1993         | 27 أكتوبر 1961       |
|             | منظمة الشرطة الجنائية الدولية      | ?                    | ?                    |
|             | البنك الدولي للإنشاء والتعمير      | 6 يوليو 1994         | 14 فبراير 1991       |
|             | الاتحاد البريدي العالمي            | ?                    | ?                    |
|             | مؤسسة التنمية الدولية              | 6 يوليو 1994         | 14 فبراير 1991       |
|             | وكالة ضمان الاستثمار متعدد الأطراف | 10 سبتمبر 1996       | 21 يناير 1999        |

## وصلات خارجية
- موقع وزارة الخارجية المنغولية